# Никола Ћаћић
Никола Ћаћић (Бања Лука, 7. децембар 1990) је српски тенисер.

## Тениска каријера
Ћаћић се такмичи и у синглу и у дублу, углавном на ИТФ фјучерс и АТП челенџер турнирима. Укупно је освојио пет сингл и тридесет два дубл наслова на ИТФ фјучерс турнирима.
Играо је заједно са својим сународницима, као што су Марко Ђоковић, Илија Бозољац и Душан Лајовић, а учествовао је на три главна турнира АТП свјетске турнеје одржаних у Београду (2010. и 2012. године) и Умагу (2012. године).
Љета 2014. године, након серије успјешних наступа на АТП челенџер турнирима на шљаци, а захваљујући својој првој побједи у три године на ИТФ фјучерс турниру, Ћаћић је доспио у првих 300 на АТП листи и достигао свој најбољи пласман - 281. мјесто.
Чачић није учествовао ни на једном турниру током 2015. године због повреде, што је узроковало пад са свјетских сингл и дубл ранг листи.
Своју прву побједу на АТП свјетској турнеји остварио је у првом колу Отвореног првенства Хрватске 2016. у Умагу, гдје је побиједио Аљажа Беденеа у три сета, који је у то вријеме био 69. на листи.
Ћаћић је са колегама из репрезентације Србије освојио АТП куп 2020. године, победом у финалу против Шпаније резултатом 2:1. Поред њега, у тиму Србије су били још Новак Ђоковић, Душан Лајовић, Виктор Троицки и Никола Милојевић, а селектор Ненад Зимоњић.

## АТП финала

### Парови: 6 (3–3)
| Легенда                        |
| ------------------------------ |
| Гренд слем турнири (0–0)       |
| Завршно првенство сезоне (0–0) |
| АТП мастерс 1000 (0–0)         |
| АТП 500 (0–0)                  |
| АТП 250 (3–3)                  |

| Финала по подлози |
| ----------------- |
| Тврда (2–1)       |
| Шљака (1–2)       |
| Трава (0–0)       |

| Финала по локацији |
| ------------------ |
| Отворено (2–2)     |
| Дворана (1–1)      |

| Исход     | Бр. | Датум               | Турнир                  | Подлога   | Партнер        | Противници                           | Резултат               |
| --------- | --- | ------------------- | ----------------------- | --------- | -------------- | ------------------------------------ | ---------------------- |
| Побједник | 1.  | 29. септембар 2019. | Ченгду, Кина            | Тврда     | Душан Лајовић  | Јонатан Ерлих Фабрис Мартен          | 7–6(11–9), 3–6, [10–3] |
| Побједник | 2.  | 9. фебруар 2020.    | Монпеље, Француска      | Тврда (д) | Мате Павић     | Доминик Инглот Ајсам-ул-Хак Куреши   | 6–4, 6–7(4–7), [10–4]  |
| Побједник | 3.  | 7. март 2021.       | Буенос Ајрес, Аргентина | Шљака     | Томислав Бркић | Аријел Бехар Гонзало Ескобар         | 6–3, 7–5               |
| Финалиста | 1.  | 11. април 2021.     | Марбеља, Шпанија        | Шљака     | Томислав Бркић | Аријел Бехар Гонзало Ескобар         | 2–6, 4–6               |
| Финалиста | 2.  | 25. јул 2021.       | Умаг, Хрватска          | Шљака     | Томислав Бркић | Фернандо Ромболи Давид Вега Ернандез | 3–6, 5–7               |
| Финалиста | 3.  | 24. октобар 2021.   | Куп Кремља, Русија      | Тврда (д) | Томислав Бркић | Хари Хелиовара Матве Миделкоп        | 5–7, 6–4, [9–11]       |

## Остала финала

### Тимска такмичења: 1 (1:0)
| Исход     | Бр. | Датум            | Турнир                      | Подлога | Партнери                                                    | Противници                                                                                  | Резултат | Извор |
| --------- | --- | ---------------- | --------------------------- | ------- | ----------------------------------------------------------- | ------------------------------------------------------------------------------------------- | -------- | ----- |
| Побједник | 1.  | 12. јануар 2020. | АТП куп, Сиднеј, Аустралија | Тврда   | Новак Ђоковић Душан Лајовић Виктор Троицки Никола Милојевић | Рафаел Надал Роберто Баутиста Агут Пабло Карењо Буста Фелисијано Лопез Алберт Рамос-Вињолас | 2:1      | [ 6 ] |

## АТП челенџер и ИТФ фјучерс финала

### Сингл: 10 (5 титула, 5 других мјеста)
| Легенда        |
| -------------- |
| Челенџер (0–0) |
| Фјучерс (5–5)  |

| Исход        | Бр. | Датум              | Турнир             | Подлога  | Противник               | Резултат                |
| Друго мјесто | 1.  | 29. јануар 2011.   | Еилат, Израел      | Тврда    | Адам Келнер             | 2–6, 5–7                |
| Побједник    | 1.  | 19. јун 2011.      | Београд, Србија    | Шљака    | Аксел Мишон             | 6–3, 6–0                |
| Побједник    | 2.  | 28. август 2011.   | Винковци, Хрватска | Шљака    | Дино Марцан             | 7–6(8–6), 6–0           |
| Друго мјесто | 2.  | 18. фебруар 2012.  | Јошкар Ола, Русија | Тврда    | Евгениј Кирилов         | 6–7(3–7), 6–7(3–7)      |
| Друго мјесто | 3.  | 18. новембар 2012. | Ираклион, Грчка    | Покривач | Мате Делић              | 4–6, 6–7(3–7)           |
| Друго мјесто | 4.  | 24. новембар 2013. | Ретимно, Грчка     | Тврда    | Оливер Голдинг          | 4–6, 6–7(4–7)           |
| Побједник    | 3.  | 31. август 2014.   | Брашов, Румунија   | Шљака    | Фредерико Фереира Силва | 6–4, 4–6, 7–5           |
| Побједник    | 4.  | 15. мај 2016.      | Бол, Хрватска      | Шљака    | Петер Наги              | 7–5, 6–4                |
| Побједник    | 5.  | 20. новембар 2017. | Хамамет, Тунис     | Шљака    | Карлос Болуда-Пуркис    | 6–1, 6–2                |
| Друго мјесто | 5.  | 10. децембар 2017. | Анталија, Турска   | Шљака    | Томислав Бркић          | 6–7(2–7), 6–2, 6–7(7–9) |

### Дубл: 48 (32 титуле, 16 других мјеста)[8]
| Легенда         |
| --------------- |
| Челенџер (0–2)  |
| Фјучерс (32–14) |

| Исход        | Бр. | Датум               | Турнир                                | Подлога  | Партнер               | Противник                                | Резултат                   |
| Побједник    | 1.  | 28. јун 2008.       | Београд, Србија                       | Шљака    | Душан Лајовић         | Давид Савић Миљан Зекић                  | 7–6(8–6), 3–6, [10–8]      |
| Друго мјесто | 1.  | 9. октобар 2010.    | Анталија, Турска                      | Тврда    | Томислав Бркић        | Артем Смирнов Роберт Варга               | 4–6, 4–6                   |
| Друго мјесто | 2.  | 21. јануар 2011.    | Еилат, Израел                         | Тврда    | Стивен Диез           | Дамир Џумхур Исмар Горчић                | 3–6, 4–6                   |
| Побједник    | 2.  | 9. април 2011.      | Анталија, Турска                      | Тврда    | Јозеф Ковалик         | Дејвид Рајс Шон Торнли                   | 4–6, 6–4, [10–4]           |
| Побједник    | 3.  | 14. мај 2011.       | Сарајево, Босна и Херцеговина         | Шљака    | Миљан Зекић           | Рок Јарц Том Кочевар-Десман              | 6–3, 6–4                   |
| Побједник    | 4.  | 21. мај 2011.       | Брчко, Босна и Херцеговина            | Шљака    | Тони Андроић          | Марко Рајић Саша Видојевић               | 6–2, 6–3                   |
| Побједник    | 5.  | 27. мај 2011.       | Приједор, Босна и Херцеговина         | Шљака    | Тони Андроић          | Рок Јарц Том Кочевар-Десман              | 6–3, 6–2                   |
| Побједник    | 6.  | 3. јун 2011.        | Кисељак, Босна и Херцеговина          | Шљака    | Тони Андроић          | Дамир Џумхур Исмар Горчић                | 7–5, 6–4                   |
| Побједник    | 7.  | 18. јун 2011.       | Београд, Србија                       | Шљака    | Горан Тошић           | Немања Контић Арсеније Златановић        | 6–0, 3–6, [10–7]           |
| Друго мјесто | 3.  | 25. јун 2011.       | Београд, Србија                       | Шљака    | Горан Тошић           | Дамир Џумхур Алдин Шеткић                | 6–2, 6–7(4–7), [6–10]      |
| Друго мјесто | 4.  | 30. јул 2011.       | Кикинда, Србија                       | Шљака    | Горан Тошић           | Мислав Хижак Анте Павић                  | 5–7, 5–7                   |
| Побједник    | 8.  | 6. август 2011.     | Сомбор, Србија                        | Шљака    | Горан Тошић           | Иван Бјелица Владимир Обрадовић          | 6–3, 6–4                   |
| Друго мјесто | 5.  | 20. август 2011.    | Нови Сад, Србија                      | Шљака    | Дамир Џумхур          | Иван Бјелица Давид Савић                 | 7–5, 1–6, [6–10]           |
| Побједник    | 9.  | 1. октобар 2011.    | Умаг, Хрватска                        | Шљака    | Тони Андроић          | Марин Драгања Дино Марцан                | 2–6, 7–5, 6–4              |
| Побједник    | 10. | 20. јануар 2012.    | Анталија, Турска                      | Тврда    | Тони Андроић          | Патрик Брајдолф Флоријан Рејнет          | 6–3, 6–2                   |
| Друго мјесто | 6.  | 24. март 2012.      | Тренто, Италија                       | Тврда    | Дамир Џумхур          | Марко Кругнола Клаудио Граси             | 4–6, 4–6                   |
| Побједник    | 11. | 16. јун 2012.       | Београд, Србија                       | Шљака    | Горан Тошић           | Данило Петровић Милан Покрајац           | 6–4, 6–4                   |
| Побједник    | 12. | 23. јун 2012.       | Београд, Србија                       | Шљака    | Горан Тошић           | Хуан Лизаритури Енрик Лопез-Перез        | 6–2, 6–4                   |
| Побједник    | 13. | 29. септембар 2012. | Хамбах, Њемачка                       | Покривач | Адријан Сикора        | Пирмин Хенле Мет Симсон                  | 6–2, 6–3                   |
| Побједник    | 14. | 10. новембар 2012.  | Ираклион, Грчка                       | Покривач | Мате Делић            | Хулијен Дубаил Јаник Ванденбулке         | 7–5, 6–2                   |
| Побједник    | 15. | 17. новембар 2012.  | Ираклион, Грчка                       | Покривач | Мате Делић            | Ензо Куакуд Хулијен Дубаил               | 6–1, 6–2                   |
| Побједник    | 16. | 2. фебруар 2013.    | Фешерол, Француска                    | Тврда    | Миљан Зекић           | Стефан Франсен Везли Кулхоф              | 3–6, 7–5, [10–8]           |
| Побједник    | 17. | 26. април 2013.     | Виченца, Италија                      | Шљака    | Дамир Џумхур          | Алесандро Моти Матео Воланте             | 6–3, 6–4                   |
| Друго мјесто | 7.  | 24. август 2013.    | Нови Сад, Србија                      | Шљака    | Денис Бејтулахи       | Борис Чонкић Матео Фаго                  | 6–7(2–6), 2–6              |
| Друго мјесто | 8.  | 31. август 2013.    | Златибор, Србија                      | Шљака    | Денис Бејтулахи       | Дује Кекез Илија Вучић                   | 3–6, 4–6                   |
| Друго мјесто | 9.  | 23. новембар 2013.  | Ретимно, Грчка                        | Тврда    | Александрос Јакуповиц | Луис Бартон Маркус Вилис                 | 4–6, 6–7(5–7)              |
| Друго мјесто | 10. | 15. фебруар 2014.   | Сондрио, Италија                      | Тврда    | Илија Вучић           | Роман Јебави Робин Станек                | 6–3, 5–7, [7–10]           |
| Друго мјесто | 11. | 15. март 2014.      | Ираклион, Грчка                       | Тврда    | Илија Вучић           | Оливер Голдинг Александрос Јакуповиц     | 1–6, 6–3, [5–10]           |
| Побједник    | 18. | 22. март 2014.      | Ираклион, Грчка                       | Тврда    | Илија Вучић           | Јан Херних Робин Станек                  | 7–6(7–1), 7–5              |
| Побједник    | 19. | 9. мај 2014.        | Добој, Босна и Херцеговина            | Шљака    | Томислав Бркић        | Иван Миливојевић Бојан Здравковић        | 6–1, 6–3                   |
| Побједник    | 20. | 16. мај 2014.       | Приједор, Босна и Херцеговина         | Шљака    | Томислав Бркић        | Дарко Јандрић Анте Маринчић              | 6–3, 6–2                   |
| Побједник    | 21. | 23. мај 2014.       | Брчко, Босна и Херцеговина            | Шљака    | Марко Тепавац         | Никола Ћирић Данило Петровић             | 6–4, 1–6, [10–1]           |
| Побједник    | 22. | 16. јануар 2016.    | Плантејшон, Сједињене Америчке Државе | Шљака    | Денис Бејтулахи       | Ник Шапел Ралеј Смит                     | 3–6, 6–3, [10–7]           |
| Побједник    | 23. | 14. јануар 2017.    | Плантејшон, Сједињене Америчке Државе | Шљака    | Томислав Бркић        | Хауме Пла Малфеито Мигел Семлер          | 4–6, 6–1, [10–3]           |
| Друго мјесто | 12. | 20. јануар 2017.    | Санрајз, Сједињене Америчке Државе    | Шљака    | Томислав Бркић        | Петер Торебко Бастијан Тринкер           | 6–7(3–7), 6–4, [7–10]      |
| Побједник    | 24. | 25. фебруар 2017.   | Хамамет, Тунис                        | Шљака    | Томислав Бркић        | Оскар Хозе Гутиерез Николас Сантос       | 6–3, 6–2                   |
| Побједник    | 25. | 16. јун 2017.       | Ђула, Мађарска                        | Шљака    | Скот Пуџијунас        | Левенте Годри Петер Наги                 | 7–6(6–2), 6–2              |
| Друго мјесто | 13. | 15. јул 2017.       | Истанбул, Турска                      | Шљака    | Васко Младенов        | Мики Јанковић Димитар Кузманов           | 4–6, 6–2, [9–11]           |
| Побједник    | 26. | 12. август 2017.    | Мерсин, Турска                        | Шљака    | Бернардо Сараива      | Богдан Бобров Горан Марковић             | 6–2, 3–6, [11–9]           |
| Побједник    | 27. | 14. октобар 2017.   | Анталија, Турска                      | Шљака    | Дмитриј Попко         | Петер Торебко Јероен Ванесте             | 6–1, 6–4                   |
| Побједник    | 28. | 11. новембар 2017.  | Хамамет, Тунис                        | Шљака    | Нино Сердарушић       | Марк Гинер Хауме Пла Малфеито            | 6–2, 6–1                   |
| Побједник    | 29. | 19. новембар 2017.  | Хамамет, Тунис                        | Шљака    | Нино Сердарушић       | Моез Ечаргуј Анис Горбел                 | 7–5, 6–3                   |
| Побједник    | 30. | 3. децембар 2017.   | Анталија, Турска                      | Шљака    | Лука Маргароли        | Гокберк Ергенеман Кумојун Султанов       | 7–5, 6–2                   |
| Побједник    | 31. | 9. децембар 2017.   | Анталија, Турска                      | Шљака    | Лука Маргароли        | Иван Гракхов Александер Павлијученков    | 6–3, 7–6(7–1)              |
| Побједник    | 32. | 3. март 2018.       | Анталија, Турска                      | Тврда    | Масиеј Смола          | Микел де Кром Рајан Нијбоер              | 6–3, 6–4                   |
| Друго мјесто | 14. | 21. април 2018.     | Бухара, Узбекистан                    | Тврда    | Лука Маргароли        | Александер Павлијученков Евгениј Тјурнев | 6–7(4–7), 7–6(7–5), [8–10] |
| Друго мјесто | 15. | 23. јун 2018.       | Попрад, Словачка                      | Шљака    | Лука Маргароли        | Томислав Бркић Анте Павић                | 3–6, 6–4, [14–16]          |
| Друго мјесто | 16. | 10. август 2018.    | Порторож, Словенија                   | Тврда    | Лукас Мидлер          | Џерард Гранолерс Лукаш Росол             | 5–7, 3–6                   |